# UBE2N
La enzima conjugadora de ubicuitina E2 N es una proteína que en humanos está codificada por el gen UBE2N.

## Función
La modificación de proteínas con ubicuitina es un mecanismo celular importante para atacar proteínas anormales o de vida corta llevando a su degradación. La ubicuitinación involucra al menos tres clases de enzimas: enzimas activadoras de ubicuitina E1, enzimas conjugadoras de ubicuitina E2, y ligasas ubicuitina-proteína E3. Este gen codifica un miembro de la familia de enzimas conjugadoras de ubicuitina E2. Los estudios en ratones sugieren que esta proteína juega un papel en la reparación posreplicación del ADN.

## Interacciones
Se ha demostrado que UBE2N interactúa con:
- AURKA,[3]
- HLTF,[4]
- TRAF2,[5]
- TRAF6,  y
- UBE2V1 .